# Max 3
 Pour plus de détails, voir Fiche technique et Distribution
Max 3 - également titré Max 3 : retour du serial-niqueur - est un film pornographique produit par Fred Coppula en 2007, réalisé par Fred Coppula et Ian Scott. Il s'agit, après Max 2, de la deuxième suite du film Max, portrait d'un serial-niqueur, sorti en 2000.

## Synopsis
Fred Coppula et son équipe parviennent à remettre la main sur « Maximilien le magnifique » après trois ans de recherches intensives et lui proposent de tourner un troisième reportage à son sujet. Max accepte reprendre du service, mais à la condition que son image soit réhabilitée et que le public puisse voir qu'il est quelqu'un de bien. Max suit alors un parcours du combattant pour refaire sa vie, mais ses vieux démons reprennent vite le dessus et il est notamment sensible au charme d'Isabelle, la journaliste qui l'accompagne au cours du tournage...

## Distribution
- Ian Scott : Max le Magnifique
- Nomi : Isabelle la Journaliste
- Fred Coppula : Fred le Caméraman
- Sebastian Barrio : Stéphane / Steve le Perchman
- Chloé Delaure
- Lydia Saint Martin
- Léa Lazur
- Mégane
- Moana Mendez
- Angels Sydney
- Silvia Saint
- Dora Venter
- Greg Centauro
- Titof
- Mike Angelo
- Lionel "The Loche"
- Rado Ineta